# لارس مولر
لارس مولر (انگلیسی: Lars Müller؛ زادهٔ ۲۲ مارس ۱۹۷۶) بازیکن فوتبال اهل آلمان است.
از باشگاه‌هایی که در آن بازی کرده‌است می‌توان به باشگاه فوتبال آگسبورگ، باشگاه فوتبال آلمانیا آخن، باشگاه فوتبال بروسیا دورتموند، باشگاه فوتبال لایپزیگ، باشگاه فوتبال اوردینگن ۰۵، و باشگاه فوتبال نورنبرگ اشاره کرد.
وی همچنین در تیم ملی فوتبال زیر ۲۱ سال آلمان بازی کرده‌است.